# Ябылчево
Ябылчево (болг. Ябълчево) — село в Болгарии. Находится в Бургасской области, входит в общину Руен. Население составляет 1247 человек (2022).

## Политическая ситуация
В местном кметстве Ябылчево, в состав которого входит Ябылчево, должность кмета (старосты) исполняет Ахмед Хюсеин Шабан (Движение за права и свободы (ДПС)) по результатам выборов правления кметства.
Кмет (мэр) общины Руен — Дурхан Мехмед Мустафа (Движение за права и свободы (ДПС)) по результатам выборов в правление общины.